# Wachovia
Wachovia Corporation was tot september 2010 een Amerikaanse bank.

## Activiteiten
De beursgenoteerde onderneming was gemeten naar de omvang van het kapitaal de vierde bank van de Verenigde Staten. De bank hield zich bezig met zowel investment banking als het verlenen van bancaire diensten aan particulieren. Het hoofdkantoor was gevestigd in Charlotte, North Carolina en had vestigingen in vijftien staten in het gehele oosten van de VS, van New York tot Florida. Het telde zo'n 20 miljoen klanten.

## Geschiedenis
De wortels van de bank dateren terug tot 1879 toen de Wachovia National Bank werd opgericht in Winston-Salem. In 1908 werd een andere voorloper van de bank, First Union, opgericht. In 2001 fuseerden beide banken. De naam is afkomstig van het gebied in North Carolina, dat in 1753 zo werd genoemd door Moravische emigranten. Deze emigranten noemden de vallei naar de latijnse variant van de Oostenrijkse vallei Wachau. De vallei deed hen denken aan het stroomgebied van de Donau, waar zij vandaan kwamen.
In augustus 2006 maakte Wachovia de overname bekend van Golden West Financial Corporation. Wachovia bood US$ 25 miljard in aandelen en geld voor deze hypotheekbank met het hoofdkantoor in Oakland (Californië). Het was de grootste hypotheekbank na Washington Mutual en telde 285 kantoren en 11.600 medewerkers. Het had totale activa van US$ 125 miljard en behaalde daarmee een winst van US$ 1,5 miljard in 2005. De bank had veel hypotheken met een variabele rente uitstaan. Na de overname werd Wachovia de vierde bank van het land, gemeten naar balanstotaal, na Citigroup, Bank of America en JP Morgan Chase.
De bank heeft door verschillende overnames zoals dat van Prudential en A.G. Edwards in verschillende andere markten ook een grote aanwezigheid weten te bemachtigen. In 2003 bundelden Wachovia en Prudential Financial Inc. hun beleggingsactiviteiten. De combinatie werd de derde dienstverlener voor kleine beleggers gemeten naar beheerd vermogen. Wachovia kreeg 62% van de aandelen Wachovia Securities en Prudential de resterende 38%. In mei 2007 nam Wachovia de broker A.G. Edwards over voor bijna US$ 7 miljard. Wachovia Securities schoof een plaats naar boven in de ranglijst van dienstverleners voor kleine beleggers en kreeg een totaal beheerd vermogen van US$ 1000 miljard.

### Overname door Wells Fargo
Door de kredietcrisis raakte de bank in grote financiële problemen. Wachovia was een zeer winstgevende bank tot en met het boekjaar 2007. In het eerste halfjaar van 2008 leed het een verlies van US$ 9,6 miljard veroorzaakt door afschrijvingen op de waarde van de beleggingen en hoge voorzieningen voor verwachtte verliezen op de leningen die het had uitstaan. Vooral Golden West Financial Corporation had veel slechte hypotheken in portefeuille. Op aandringen van de Federal Reserve haalde Wachovia in april 2008 US$ 8 miljard op aan nieuw vermogen om de verliezen te compenseren.
Het was een grotere bank dan Washington Mutual (WaMu) die op 25 september 2008 eerder was overgenomen door JP Morgan Chase. Bij de ondergang van WaMu hadden aandeel- en obligatiehouders forse verliezen geleden. Om een herhaling van het verlies bij Wachovia te vermijden trokken de geldschieters hun geld terug waardoor de bank direct in grote liquiditeitsproblemen geraakte. Op 27 en 28 september zat het bestuur van Wachovia om de tafel met bestuurders van Citigroup en Wells Fargo, de tweede en vijfde bank van het land, om te praten over een overname.
Op 29 september 2008 werd gemeld dat de activiteiten op het gebied van bankieren werden overgenomen door Citigroup. Citigroup zou in de overeenkomst een bedrag van US$ 2,2 miljard betalen plus een garantstelling voor slechte leningen van US$ 42 miljard; hiervoor kreeg het de steun van de Federal Deposit Insurance Corporation (FDIC). In het geval het verlies hoger zou uitkomen op de portefeuille leningen ter waarde van US$ 312 miljard, dan zou de FDIC het verlies boven de US$ 42 miljard compenseren. Hierop was een reële kans en Citigroup gaf FDIC voor US$ 12 miljard aan preferente aandelen en warrants om dit additionele risico te dragen.
Op 3 oktober 2008 deed de Wells Fargo Bank Wachovia plotseling een voorstel tot volledige overname dat door Wachovia werd geaccepteerd. Hiervoor betaalde Wells Fargo een bedrag van US$ 15,4 miljard, ofwel US$ 7 per aandeel. Bij dit bod was er geen garantie meer nodig van de FDIC, die dit bod de voorkeur gaf boven die van Citigroup. Door het samengaan met de in San Francisco gevestigde Wells Fargo en in het westen opererende Wachovia verkreeg de combinatie vrijwel landelijke dekking. 
Op 22 oktober 2008 rapporteerde Wachovia een recordverlies van US$ 24 miljard. Dit miljardenverlies was een gevolg van waardeverminderingen van goodwill en hoge voorzieningen voor leningen die zeer waarschijnlijk niet terugbetaald zouden worden. Wells Fargo verklaarde dat dit verlies in lijn lag met de verwachtingen.
Citigroup legde zich na een uitspraak van een federale rechter neer bij de fusie, maar bleef een schadeclaim uitoefenen wegens contractbreuk. In november 2010 betaalde Wells Fargo aan Citigroup een bedrag van US$ 100 miljoen waarmee de schadeclaim van tafel verdween.